# Enigma - Il codice dell'assassino
Enigma è un film del 1982, produzione angloamericana diretta da Jeannot Szwarc e con protagonisti Martin Sheen, Sam Neill, Brigitte Fossey, e Kevin McNally. È basato sul libro di Michael Barak Enigma Sacrifice.

## Trama
Nella Germania dell'est il dissidente Alex Holbeck (Martin Sheen), che si era rifugiato a Parigi, è in missione per conto della CIA incaricato da Bodley (Michael Lonsdale).
Alex si reca a Berlino est per scoprire il codice di decodifica di Enigma, già usato durante la seconda guerra mondiale dai tedeschi.

## Produzione
Enigma fu girato in parte a Parigi nel 1982 all'Aeroporto di Parigi-Le Bourget. Si notano i seguenti velivoli:
- Dassault Super MystèreB.2
- Dassault Mystère IVA, F-TENN
- Dassault MD.450 Ouragan, F-TEUU
- Sud Aviation SE-210 Caravelle, F -BJTR
- Lockheed L-749 Constellation, F-ZVMV [3]

Dal 1975, Le Bourget ospita il Musée de l'air et de l'espace.